# Vera Brasil
Vera Brasil, nome artístico de Vera Lelot (São Paulo, 7 de maio de 1932 – Araçoiaba da Serra, 18 de julho de 2012) foi uma cantora, compositora e instrumentista brasileira.
Com o nome artístico de Vera Brasil, ideia do pai Ulysses Lelot Filho (um compositor que assinava suas músicas como Sivan Castelo Neto e que, mais tarde, acabaria sendo parceiro musical da própria filha), passou a compor na década de 1950, sendo logo associada à bossa nova.
Ao todo, escreveu mais de cem canções, algumas gravadas por artistas ilustres, como Elis Regina ("Eu Só Queria Ser"), Maysa ("O Menino Desce o Morro"), Jair Rodrigues ("Inaê") e Elizeth Cardoso ("Canto de Partir"). Gravou apenas LP, "Tema do Boneco de Palha", lançado em 1964.
Como arranjadora e violonista, abriu em São Paulo na década de 1980 uma escola na qual criou seu próprio método de ensino, onde dava aulas usando técnicas de audiovisual.
Em 2002, foi homenageada num show, por vários artistas, entre os quais Gilberto Gil. Em 2008, gravou o programa Ensaio, da TV Cultura.
Nos últimos anos de sua vida, viveu numa chácara em Araçoiaba da Serra, no interior paulista.
Morreu em 2012, aos 80 anos.